# Emilio Gutiérrez Gamero

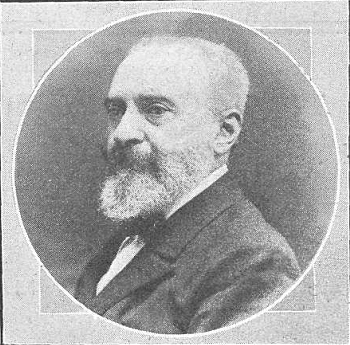
Emilio Gutiérrez-Gamero, retratado por Kaulak.

Emilio Gutiérrez-Gamero y Romate (Madrid, 1844-ibíd., 1936) fue un periodista, político y escritor español.

## Biografía
Siendo diputado a Cortes, al abdicar Amadeo I, votó la República, y vivió exiliado en París después de la Restauración. Fue elegido académico de la Real Academia Española (1919) y al año siguiente publicó su discurso de ingreso, titulado La novela social. Entre otras, escribió las novelas El conde Perico y La olla grande (1909), donde reflejó la vida política y económica de la época.
Muy interesantes resultan sus memorias, publicadas en seis tomos bajo el título genérico de Mis primeros ochenta años (1925-1934), donde lo personal es más escaso que las anécdotas curiosas y los acontecimientos literarios que describe, y hace desfilar a personajes como Emilio Castelar, Leopoldo Alas o Ramón de Campoamor. Los títulos y fechas de publicación de los seis tomos de sus memorias son los siguientes:
- Mis primeros ochenta años (1925)
- Lo que me dejé en el tintero (1928)
- La España que fue (1929)
- Clío en pantuflas (1930)
- El ocaso de un siglo (1932)
- Gota a gota, el mar se agota (1934)

En 1948 la editorial Aguilar en su colección Crisol reeditó los seis libros en tres tomos (n.º 245, 246 y 247).
Escribió artículos y ensayos (Andróminas, 1901; Hojeo. Ensayos, 1951; En defensa del siglo XIX. Ensayo, 1952) y un ciclo de novelas que agrupó bajo el título genérico de Los de mi tiempo.
Publicó aparte las novelas Clara Porcia, Dudas tremendas, El aderezo de esmeraldas, La pasión villana, La huella del pecado, El corregidor de Almagro, El equilibrista, El loro mudo, El ilustre Marguindoy, El placer del peligro, La canción del sauce y otras muchas, y agrupó sus relatos en el libro La derrota de Mañara. Cuentos.